# José Suárez Rivas
Jose Silverio Suárez Rivas nació el 3 de mayo de 1907 en Alacranes Cuba Fue Ministro del trabajo en Cuba en los periodos de 1947-1950 y 1955-1958 durante la presidencia de Fulgencio Batista el favoreció la creación Sindicatos como el sindicato de trabajadores azucareros y de obras públicas era muy popular entre el pueblo Cubano tanto que Fidel Castro manda a huelga general y el negociaba con los líderes sindicales parando las huelgas las acciones tanto de él como de Jorge García Montes ayudaron en gran medida en varios años a detener las acciones revolucionarias de Fidel Castro. Durante la Revolución Cubana pidió asilo político en la embajada de Colombia una muestra exacerbada de la animadversión en contra del ministro del trabajo es que la única embajada violada fue la de Colombia él pudo escapar momentos antes de la violación ya que fue advertido dándole tiempo a escapar a la embajada de Venezuela salió de Cuba el 15 de abril de 1959 hacia Colombia y de ahí se fue a México.
Se casó en 1935 con Lilia María Jiménez y tuvo un hijo en 1937 llamado José Oscar Suárez Jiménez.  
Murió en México 15 de marzo de 1970.